# The Other Side (Evanescence)
The Other Side è una canzone dell'album omonimo della band statunitense Evanescence, che è stata poi pubblicata come singolo promozionale nel 2012. In un'intervista con TV Fuse, è stato confermato da Amy Lee, che la canzone sarebbe stata trasmessa soltanto in radio e che non si sarebbe registrato alcun videoclip, inteso almeno nel senso classico del termine. Del singolo infatti è stato prodotto un "lyric video".

## Descrizione
The Other Side è stata scritta da Amy Lee, Terry Balsamo, Tim McCord e Will Hunt. La canzone è stata registrata al Blackbird Studio di Nashville, Tennessee nel 2011. Un'anteprima della canzone, prima dell'uscita dell'album, fu pubblicata su MTV News il 13 luglio 2011. Durante quell'intervista, la Lee disse:
(Amy Lee - mtv.com)
Quello della morte è uno dei temi più ricorrenti non solo nell'ultimo album ma anche nella discografia degli Evanescence. Al contrario dei precedenti album, nei quali la morte di una persona cara era vista come qualcosa di terribile e inaccettabile (Even in Death, Like You e Hello sono solo alcune), in quest'ultimo è evidente che c'è stata una presa di coscienza.

Mettendo a confronto i testi di Even In Death ("Loro ti hanno portato via da me ma adesso ti sto riportando a casa / Starò per sempre qui con te, amore mio") e The Other Side ("Contando i giorni per incontrarti dall'altra parte / Aspetterò per sempre / Fino al giorno che ti vedrò dall'altra parte") ci si rende maggiormente conto della svolta di pensiero.

## Il singolo
Quello di The Other Side, dopo Made of Stone, è il secondo singolo promozionale estratto dall'omonimo album degli Evanescence. Il singolo, distribuito esclusivamente nelle radio statunitensi, mostra una copertina del tutto simile a quella di Made Of Stone. La canzone è praticamente identica a quella dall'album ma con l'introduzione alla batteria tagliata. La traccia è stata la seconda canzone più inserita nelle programmazioni delle active rock radio.
- The Other Side Promo Single[4]

1. The Other Side (Radio Edit) – 3:59

## Video musicale
Secondo un articolo di Rockline, risalente al 21 agosto, il video di The Other Side sarebbe stato programmato a data ancora da destinare. Poco tempo dopo queste dichiarazioni, il 30 agosto 2012, è stato pubblicato su VEVO il lyric video ufficiale del singolo. Durante tutta la durata del video appaiono e scompaio le parole del testo della canzone. Un verso della canzone è stato leggermente cambiato, infatti invece di essere riportato "Until the day that I see you on the other side" è stato scritto direttamente "Until the day I see you on the other side". Questo è stato fatto per motivi di spazio, in quanto la frase viene pronunciata troppo velocemente per essere divisa in due parti e il verso originale avrebbe costretto ad adottare un carattere troppo piccolo.

## Classifiche
| Classifica (2012)             | Posizione massima |
| ----------------------------- | ----------------- |
| Stati Uniti (mainstream rock) | 36                |